# Medalha De Morgan

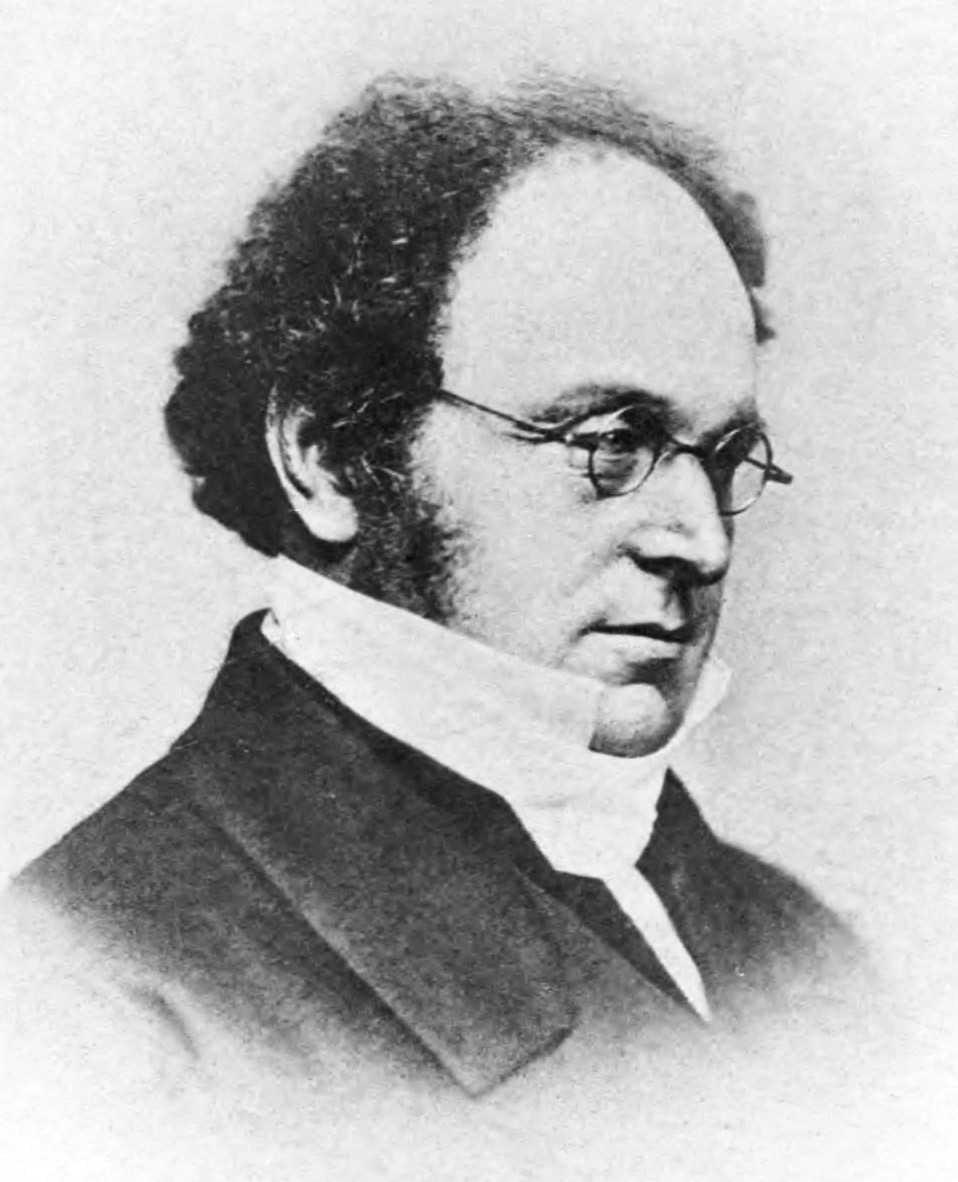
Imagem de Augustus De Morgan

A Medalha De Morgan é um prêmio para contribuições de destaque em matemática, concedida pela London Mathematical Society. É o mais prestigioso prêmio da sociedade, em memória de Augustus De Morgan, o primeiro presidente da sociedade.
A medalha é agraciada a cada três anos (nos anos múltiplos de 3) para um matemático, normalmente residente no Reino Unido, no dia 1 de janeiro. O único quesito avaliado é a contribuição do candidato à matemática.

## Agraciados[1]
- 1884 Arthur Cayley
- 1887 James Joseph Sylvester
- 1890 John William Strutt
- 1893 Felix Klein
- 1896 Samuel Roberts
- 1899 William Burnside
- 1902 Alfred George Greenhill
- 1905 Henry Frederick Baker
- 1908 James Whitbread Lee Glaisher
- 1911 Horace Lamb
- 1914 Joseph Larmor
- 1917 William Henry Young
- 1920 Ernest William Hobson
- 1923 Percy Alexander MacMahon
- 1926 A. E. H. Love
- 1929 Godfrey Harold Hardy
- 1932 Bertrand Russell
- 1935 Edmund Taylor Whittaker
- 1938 John Edensor Littlewood
- 1941 Louis Mordell
- 1944 Sydney Chapman
- 1947 George Neville Watson
- 1950 Abram Besicovitch
- 1953 Edward Charles Titchmarsh
- 1956 Geoffrey Ingram Taylor
- 1959 William Vallance Douglas Hodge
- 1962 Max Newman
- 1965 Philip Hall
- 1968 Mary Cartwright
- 1971 Kurt Mahler
- 1974 Graham Higman
- 1977 Claude Ambrose Rogers
- 1980 Michael Atiyah
- 1983 Klaus Friedrich Roth
- 1986 John Cassels
- 1989 David George Kendall
- 1992 Albrecht Fröhlich
- 1995 Walter Hayman
- 1998 Robert Alexander Rankin
- 2001 James Alexander Green
- 2004 Roger Penrose
- 2007 Bryan John Birch
- 2010 Keith William Morton
- 2013 John Griggs Thompson
- 2016 William Timothy Gowers
- 2019 Andrew Wiles